# 나소흑전기
나소흑전기(중국어 간체자: 罗小黑战记, 정체자: 羅小黑戰記, 병음: Luō xiǎo hēi zhàn jì)는 중국의 웹 애니메이션으로, MTJJ가 감독이다. 이 애니메이션의 프리퀄을 다룬 극장판 영화 《나소흑전기: 첫만남편》이 2019년 공개되었다.